# Emil Bock
Emil Bock (bók), slovenski zdravnik oftalmolog nemškega rodu, * 19. avgust 1857, Wadowice, Poljska, † 17. december 1916, Ljubljana.

## Življenje in delo
Gimnazijo je končal v Ljubljani, nato na Dunaju študiral medicino (1875-1881) in se tam specializiral za okulistiko. Leta 1886 je postal klinični asistent za očesne bolezni na Dunaju. Načrt, da bi postal profesor v svoji stroki, mu ni uspel, zaradi česar se je 1887 zaposlil kot okulist in otolog na kirurškem oddelku Civilne bolnice na Ajdovščini v Ljubljani. Istega leta je napravil prvo operacijo sive mrene v Ljubljani in prvi na Slovenskem uvedel zdravljenje očesnih bolezni z radijem. Na njegovo pobudo je bil 1890 ustanovljen poseben očesni oddelek, 1893 je postal njegov primarij in dosegel, da so ga 1916 dozidali. Bock je bil dolgoletni predsednik sanitetnega sveta za Kranjsko in višji zdravstveni svetnik. Z njegovim prizadevanjem je Kranjska hranilnica sezidala v Ljubljani ustanovo za neozdravljive bolezni, ki je bila 1923 spremenjena v Bolnico za ženske bolezni in porodništvo. Članke o očesnih boleznih je objavljal predvsem v dunajskih strokovnih časopisih, posebno pomembna pa je monografija Die Brille und ihre Geschichte (Dunaj, 1903), v kateri je prikazal razvoj očal. Bock je bil začetnik okulistike na Slovenskem.